# Махалап'є
Махала́п'є (англ. Mahalapye) — місто на південному сході Ботсвани, розташоване на території Центрального округу країни.

## Географія
Місто розташоване в південній частині округу, на околиці пустелі Калахарі, на висоті 1009 м над рівні моря . Махалап'є розкинувся уздовж автомобільної дороги, що веде з Габороне в Франсистаун. Входить до складу субокруга Махалап'є. У місті розташована автобусна зупинка, залізнична станція, пара готелів, ринок з безліччю магазинів та закусочних.

## Населення
За даними перепису 2011 року населення міста складає 41 316 осіб.
Динаміка чисельності населення міста за роками:
| 1981   | 1991   | 2001   | 2011   | 2013   |
| ------ | ------ | ------ | ------ | ------ |
| 20 712 | 28 078 | 39 719 | 41 316 | 41 824 |